# Affare Lady Golpe

Donatella Di Rosa, "Lady Golpe"

L'affare Lady Golpe è stato un caso giudiziario italiano che prese il nome dall'appellativo con cui ci si riferiva a Donatella Di Rosa, nota principalmente per le sue rivelazioni – poi giudicate infondate – su un presunto colpo di Stato che sarebbe stato progettato tra gli anni ottanta e novanta del XX secolo da alcuni militari, tra cui l'allora marito, il colonnello Aldo Michittu.

## Storia
Nel 1993 Donatella Di Rosa, moglie del colonnello della brigata paracadutisti "Folgore" Aldo Michittu, fece alcune rivelazioni alla stampa circa un presunto progetto di colpo di Stato contro le istituzioni italiane, oltreché su di un traffico di armi da guerra verso Paesi belligeranti che avrebbe interessato numerosi alti ufficiali dell'esercito. Nel corso di una conferenza stampa indetta il 7 ottobre dello stesso anno, dichiarò pubblicamente di aver partecipato assieme al marito ad alcune riunioni di alti ufficiali italiani finalizzate all'organizzazione di un golpe nel Paese; nello specifico, affermò di aver preso parte a riunioni segrete con varie persone tra cui Gianni Nardi, terrorista dichiarato ufficialmente morto nel 1976 in seguito a un incidente, che sarebbe quindi stato simulato. Quest'ultima affermazione fu ritenuta abbastanza convincente da far riaprire l'indagine sul terrorista, giacché Michittu era stato l'accompagnatore della mamma di Nardi; risultò che la tomba di famiglia di Nardi in Italia conteneva un loculo vuoto. La famiglia spiegò che il cadavere era stato tumulato in Spagna; nove giorni più tardi il corpo fu effettivamente riesumato in Spagna, e in breve tempo ne fu confermata l'identità.
Pochi giorni dopo le dichiarazioni rese da Di Rosa, s'iniziò una serie di cambiamenti nell'apparato militare italiano. Il ministro della difesa Fabio Fabbri chiese le dimissioni del generale di corpo d'armata Biagio Rizzo; il 22 ottobre si dimise, in segno di protesta, il generale Goffredo Canino, capo di Stato Maggiore dell'Esercito, accusato di aver preso parte alle riunioni. Il generale di brigata Franco Monticone, comandante della Folgore, fu rimosso dal suo incarico e in una diretta televisiva dichiarò che Di Rosa, divenuta sua amante, gli aveva chiesto circa 800 milioni di lire per facilitargli la pratica di annullamento del matrimonio presso il tribunale della Sacra Rota.
Di Rosa fu condannata in appello a due anni e otto mesi di reclusione (pena sospesa) per calunnia e autocalunnia, nonché al risarcimento di 800 milioni alle parti civili; sostenne in seguito di aver forse confuso Nardi con un omonimo. Nel 1993, Di Rosa e il marito vennero arrestati e processati: le accuse di eversione non vennero dimostrate, ma restò quella di calunnia ai danni di Monticone, sicché la donna venne condannata a due anni e otto mesi (poi ridotti a due anni e due mesi per l'indulto). La pena non venne mai scontata a causa della latitanza durata fino al 2015 quando, grazie a un controllo sul figlio, venne rintracciata e arrestata dai Carabinieri; venne poi messa agli arresti domiciliari.
Nel 1994 a Di Rosa vennero dedicate due copertine su Playmen. Anche in seguito a questo, la donna ebbe una breve attività come fotomodella e personaggio televisivo, spesso a sfondo erotico oltre che legato all'interesse per la vicenda politico-giudiziaria.